# Tetramorium kraepelini
Tetramorium kraepelini är en myrart som beskrevs av Auguste-Henri Forel 1905. Tetramorium kraepelini ingår i släktet Tetramorium och familjen myror. Inga underarter finns listade i Catalogue of Life.